# 將軍澳警區
將軍澳警區（英語：Tseung Kwan O District，縮寫：TKO）隸屬於香港警務處行動處東九龍總區，負責維持將軍澳的公共安全。

## 組織
將軍澳警區有273名警務人員駐守，除了常規隊伍，亦特別隊伍專門負責加強巡邏青少年經常出現的罪惡地點。

### 警務設置
將軍澳警區內設有一座警區警署，位於寶琳北路110號。

## 歷史
將軍澳警區前身為觀塘警區下設的將軍澳分區。2000年代起，有討論將將軍澳分區升格為警區的意見。
2011年3月30日，保安局局長李少光表示，以人口增長計算，將軍澳人口達約400,000，將軍澳分區具備資格升格為警區。同時指出，警務處正在考慮重組東九龍總區的架構及警察力量，並且會將上述計劃一併考慮。同年10月26日，李少光表示初步建議預期於2012年完成，並且將會諮詢地區組織。警務處處長曾偉雄指出，將會於《啟德發展計劃》落實後，考慮把將軍澳分區升格為警區，希望於2至3年內完成。
2012年9月14日，基於將軍澳社區人士的訴求，警務處處長曾偉雄表示將會提前與香港政府研究將將軍澳分區升格為警區的可能性，或者單純擴充將軍澳分區的編制。曾偉雄表示，若果將將軍澳分區升格為警區，該警區的編制將會增加，詳情需要再行研究，預料最少需要（現時編制約為300）增加20%。
至2013年，根據警務處向香港立法會提交的文件顯示，基於將軍澳人口大幅度增加（同年舉報罪案達2,915宗，遠超於一個分區年均處理約1,200宗的水平）及為了應付其未來的持續增長，將軍澳分區將會於2015年年升格為警區，及重組東九龍總區。屆時，將軍澳警區將會直接隸屬於東九龍總區，而原來屬於黃大仙警區的西貢分區將會撥歸將軍澳警區。
2014年1月15日，立法會人事編制小組委員會通過警務處開設一個總警司職位以擔任將軍澳警區指揮官的建議。
2017年7月11日，正式升為警區（將軍澳警區），並正式擁有重案組、反黑組及刑事情報組。

### 歷任主管
- 蕭傑雄總警司
- 江學禮總警司
- 顏鐵誠總警司
- 麥文禹總警司（2022年4月至今）

## 公眾聯繫
將軍澳分區內有3名警察聯絡主任，至2011年3月底，舉辦了245場講座，向分區內的青少年灌輸守法觀念。

## 相關參考
- 香港警務處架構
- 警區